# Будизъм в Иран
Историята на будизма в Иран започва втори век, по времето когато принцът на Партското царство Ан Шигао активно разпространявал будизма в Китай. Много от най-ранните преводачи на будистките текстове на китайски били именно оттам, а също и от съседните царства на територията на съвременен Иран. 

## История

### Иран преди Исляма
Под управлението на династията на Сасанидите на огромната територия, на която управлявали будизмът бил преследван. През 224 г. те приемат зороастризма за държавна религия и изгарят много будистки храмове в областите, където той е бил практикуван. Оцелелите будистки места в най-източните територии на Сасанидите към 5 век Станали жертва на набезите на белите хуни. 

### Арабско владичество и упадък
По времето на арабските завоевания през средата на 7 век голяма част от източен Иран е будистки. Днешните Афганистан, Туркменистан, Узбекистан и Таджикистан били будистки, а Афганистан бил особено богат на будистки места. Арабското владичество довежда и до окончателната гибел на будизма в днешните източен Иран и Афганистан макар определени места като Бамян и Хада да оцеляват до 8 или 9 век 
Монголският владетел Газан, който на младини получава будистко образование през 1295 г. приема исляма и го обявява за държавна религия на Илханата. Той забранява будизма, но позволява на будистките монаси да напуснат страната и да отидат в съседни будистки региони. 